# Christian Fredrik Berling (1748–1809)
Christian Fredrik Berling, född i Lund 5 juni 1748, död på samma ort 3 april 1809, var en svensk boktryckare.

## Biografi
Christian Fredrik var son till akademiboktryckaren vid Lunds universitet Carl Gustaf Berling och dennes hustru Annika Frostman. Han skrevs in vid Lunds universitet och Blekingska nationen år 1758, men hans huvudsakliga utbildning var i boktryckaryrket, vilket han lärde sig i Köpenhamn och Lund. Han övertog faderns boktryckeri den 20 juni 1781, och tog då även över utgivandet av Lunds Weckoblad. Han fick privilegium på dess utgivande år 1798 på villkoret "at inga andre utländske nyheter däri uptagas än som uti Post-Tidningen äro införda".
Berling var gift med Sara Catharina Fowelin. Med henne hade han sonen Carl Fredrik Berling, som tog över tryckeriet vid faderns död.